# Shawn Hernandez
Shawn Hernandez (Houston, 11 de fevereiro de 1973) é um wrestler estadunidense que trabalha atualmente para a Total Nonstop Action Wrestling, usando o ring name de Hernandez.

## Carreira
- Total Nonstop Action Wrestling
  - Elite Guard (2003–2004)

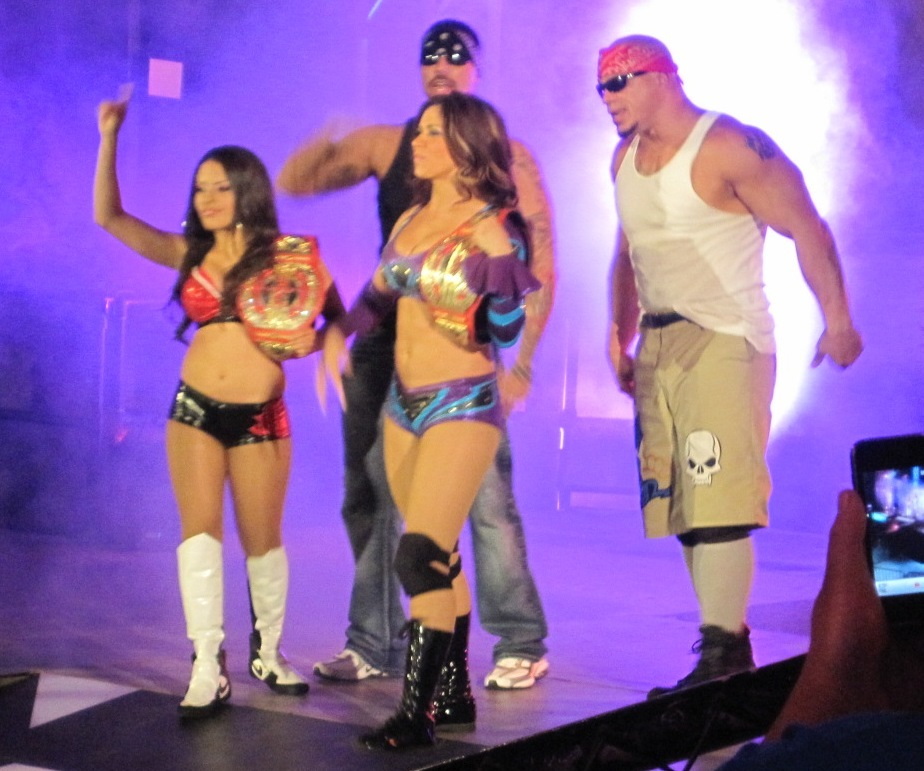
Mexican America 2011

  - Latin American Xchange (2006–2008)
  - Lutador solo (2009)
  - Dupla e rivalidade com Matt Morgan (2009–2010)
  - Mexican America (2011–presente)
- Asistencia Asesoría y Administración
  - Estreia (2006)
  - Retorno como parte da La Legión Extranjera (2010)

## No wrestling
- Finishing moves
  - Border Toss[1][5] (TNA) / Mega Bomb[1] (circuito independente) (Throwing crucifix powerbomb)
  - Diving splash[6]
  - Inverted sitout side powerslam[1][7]
  - Scoop lift sitout powerbomb[8]
- Signature moves
  - Biel throw[9]
  - Big Man Dive (Over the top rope suicide dive)[1]
  - Cobra clutch
  - Overhead gutwrench backbreaker drop[8]
  - Múltiplas variações de powerbomb
    - Inverted
    - One shoulder
    - Sitout
    - Spinning[1]

  - Múltiplas variações de suplex
    - Crackerjack (Overhead choke)[1][9]
    - Delayed vertical[8]
    - Northern lights, sometimes from the top rope

  - Running corner bodypress
  - Running shoulder block
  - Samoan driver
  - Slingshot shoulder block[9]
  - Spinning powerbomb[1]
  - Standing thrust spinebuster[8]
- Managers
  - Konnan[1]
  - JBL[1]
  - Salinas[1]
  - Hector Guerrero[1]
  - Sarita[10]
  - Rosita[10]
- Apelidos
  - "The Texas Sandstorm"[2]
  - "The Tex-Mex T-Rex"[2]
  - "The Mexican Superman"
  - "SuperMex"[2]
- Música de entrada
  - "Ruff Ryders' Anthem" por DMX[11] (ROH; 2003)
  - "Never Scared" por Bone Crusher[11] (ROH; 2003)
  - "Dawgz" por Konnan (TNA; 2006–2007 / AAA; 2010)
  - "To Live and Die In LAX" por Dale Oliver e Serg Salinas (TNA; 2007–2009)[12]
  - "Te Gusta O No!!" por Dale Oliver[13] (TNA; 2009–2011)
  - "5150"' por F.I.L.T.H.E.E. / Brickman Raw[13] (TNA; 2011–presente)

## Campeonatos e prêmios
- Extreme Texas Wrestling
  - ETW Texas Title (1 vez)[1]
- Full Effect Wrestling

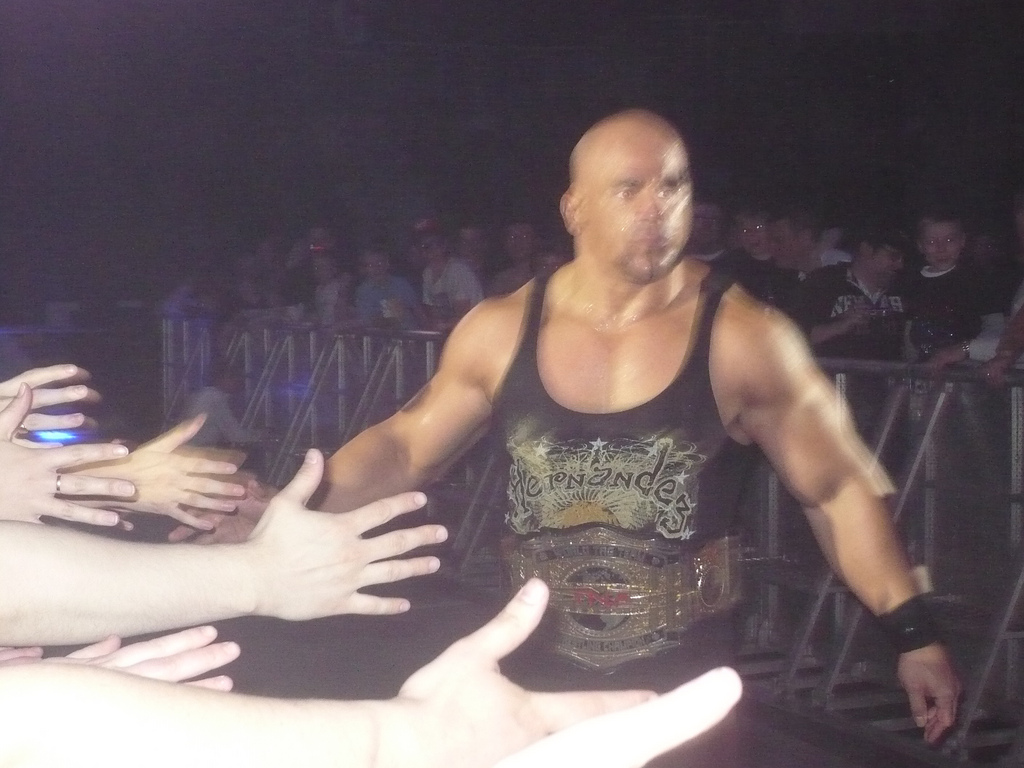
Hernandez TNA World Tag Team Champion.

  - FEW Heavyweight Championship (1 vez)[14]
- International Wrestling Association
  - IWA World Tag Team Championship (1 vez) – com Homicide
- Jersey All Pro Wrestling
  - JAPW Tag Team Championship (1 vez) – com Homicide[15]
- NWA Florida
  - NWA National Heavyweight Championship (1 vez)[1]
- NWA Southwest
  - NWA Texas Heavyweight Championship (3 vezes)[1]
- NWA Wildside
  - NWA North American Heavyweight Championship (1 vez)
  - NWA Wildside Heavyweight Championship (1 vez)[1]
- Pro Wrestling Illustrated
  - PWI classificou na posição 66 entre os 500 melhores lutadores do PWI 500 em 2009[16]
- River City Wrestling
  - RCW Heavyweight Championship (1 vez)[17]
- Texas All Star Wrestling
  - TASW Heavyweight Championship (1 vez)[1]
  - TASW Tag Team Championship (1 vez) – com Ministuff[14]
  - TASW Hardcore Championship (1 vez)[1]
- Texas Wrestling Entertainment
  - TWE Heavyweight Championship (1 vez)[14]
- Total Nonstop Action Wrestling
  - NWA World Tag Team Championship (2 vezes) – com Homicide[18]
  - TNA World Tag Team Championship (5 vezes) – com Homicide (1) - Matt Morgan (1)  [19] e Anarquia (1) - Chavo Guerrero (2) [20]
  - Deuces Wild Tournament (2008) – com Homicide
  - Match of the Year award (2006) com Homicide vs. A.J. Styles e Christopher Daniels no No Surrender[21]
- Wrestling Observer Newsletter
  - Best Gimmick (2006) com Homicide com The Latin American Xchange[22]
  - Tag Team of the Year (2006) com Homicide com The Latin American Xchange[22]
- XCW Wrestling
  - XCW Heavyweight Championship (1 vez)[14]
  - XCW TNT Championship (1 vez)[14]